# Association sénégalaise de bibliothécaires archivistes et documentalistes
 (mai 2020).
L'Association sénégalaise de bibliothécaires, archivistes et documentalistes est une association créée en 1988 sous le récépissé d'enregistrement numéro 09074/MINT-DAGAT/DEL/AS qui regroupe les professionnelles en science de l'information documentaire (SID) que sont les bibliothécaires, archivistes et documentalistes. L'ASBAD a beaucoup contribué à l'histoire des SID au Sénégal avec ses missions multiples qui contribuent toujours à la valorisation des bibliothèques, services d'archives et centres de documentations.

## Historique
La vie associative des professionnelles de l'information documentaire du Sénégal remonte dans les années 1950 avec la section nationale de l’Association Internationale pour le Développement des Bibliothèques en Afrique (AIDBA) nommée Association Sénégalaise des Documentalistes, Bibliothécaires, Archivistes et Muséologue (ASDBAM). Cette section était aussi  appelée AIDBA-ASDBAM.
Dans les années 1960, après la création du centre régional de formation des bibliothécaires (CRFB) en 1963, devenu quelques années plus tard en 1968 l'École de bibliothécaires archivistes et documentalistes (EBAD), le Sénégal comptait d'année en année plus de professionnels de l'information documentaire qui provenaient de toute l'Afrique. C'est ainsi que l'Association Nationale des Archivistes, Bibliothécaires et Documentalistes (ANABADS) fut fondée en 1973 pour une meilleure assistance et accompagnement des professionnels.
Vers la fin des années 1980, les deux premières associations fusionnèrent pour donner naissance en 1988 à l'Association Sénégalaise des Bibliothécaires, Archivistes et Documentalistes (ASBAD) qui continue à être une association professionnelle de renom dans le domaine des sciences de l'information documentaire au Sénégal.

## Missions
L'ASBAD a plusieurs missions qui lui permettent de mener des actions auprès des professionnels de l'information documentaire: 

## Organisation
L'ASBAD a une organisation composée de trois groupes qui lui permettent de mener à bien ses activités :
- L'assemblée générale : elle est composée de tous les membres de l'association qui ont acquitté les droits d'inscription annuels. Les membres de l'assemblée générale sont les personnes légitimes pour élire le comité directeur par vote.
- Le comité directeur : il est composé de membres qui dirigent toutes les activités de l'association selon le postes qu'ils occupent. Il est ainsi composé par: 
  1. Un président
  2. Un vice-président
  3. Chargé de mission auprès du président (nommé)
  4. Un secrétaire général
  5. Un secrétaire général adjoint
  6. Un trésorier général
  7. Un trésorier général adjoint
  8. Un secrétaire à l’organisation
  9. Un secrétaire à l’organisation adjoint
  10. Les présidents de commissions techniques
  11. Les présidents de groupes d’intérêt
  12. Deux commissaires aux comptes
  13. Le Président de l’Amicale des étudiants de l’EBAD (copté)
  14. Les conseillers
  15. Secrétaire exécutif (recruté).
- Le bureau : il valide les propositions des membres du comité directeur et ils prennent les grandes décisions de l'association. Il est composé : 
  1. du président
  2. du vice-président
  3. du secrétaire général
  4. du trésorier général

## Sections
- Section information et communication : elle a pour mission de faire connaitre l'association ainsi que les activités qu'elle mène. La section information et communication travaille avec les réseaux sociaux (Facebook[5], Instagram[6], Twitter, LinkedIn) pour atteindre le maximum de professionnels et d'étudiants et d'attirer ainsi des adhérents potentiels.
- Section formation :
- Section organisation :

## Activités
L'ASBAD déroule régulièrement des activités qui font vivre l'association.
- Réunions :
- Rencontres et échanges :
- Formations :

## Partenaires
- IFLA: Fédération internationale des associations et institutions de bibliothèques[8] (International Federation of Library Associations and Institutions)
- AFLIA[9]: African library and information associations and institutions
- AIFBD: Association internationale francophone des bibliothécaires et documentalistes [10]